# Lupinus ovalifolius
Lupinus ovalifolius är en ärtväxtart som beskrevs av George Bentham. Lupinus ovalifolius ingår i släktet lupiner, och familjen ärtväxter. Inga underarter finns listade i Catalogue of Life.